# Матю Грей Гъблър
Матю Грей Гъблър (на английски: Matthew Gray Gubler) е американски актьор, режисьор, сценарист и модел, носител на награда „Еми“. Известен е с ролята си на д-р Спенсър Рийд в сериала „Престъпни намерения“ и с ролята на Пол във филма „500 мига от любовта“.

## Биография
Матю Грей Гъблър е роден на 9 март 1980 г. в Лас Вегас, Невада, САЩ. Баща му Джон Гублър е адвокат, а майка му Мерилин е собственик на ранчо, политически консултант и бивш лидер на Републиканската партия в Невада.
Завършва средното училище по изкуства „Академия по изкуствата на Лас Вегас“ с профил „актьорско майсторство“, тъй като училището не предлага първия му избор – кинорежисура, а след това и Училището по изкуства „Тиш“ към Нюйоркския университет, където специализира филмова режисура.
По време на следването си в Нюйоркския университет Гъблър е открит от скаут за модели и работи като модел в DNA Model Management за Tommy Hilfiger, Marc Jacobs и American Eagle, както и за други компании. Класиран е на 46-то място в списъка на models.com за 50-те най-добри мъже модели.

## Частична филмография
- 2004 – „Морски живот със Стив Зису“ (The Life Aquatic with Steve Zissou)
- 2005 – „Престъпни намерения“ (Criminal Minds)
- 2006 – „Беда на колела“ (RV)
- 2007 – „Алвин и чипоносковците“ (Alvin and the Chipmunks)
- 2008 – „Великият Бък Хауърд“ (The Great Buck Howard)
- 2009 – „500 мига от любовта“ (500 Days of Summer)
- 2009 – „Алвин и чипоносковците 2“ (Alvin and the Chipmunks: The Squeakquel)
- 2011 – „Всички звезди – Супермен“ (All-Star Superman)
- 2011 – „Скуби-Ду: Легенда за Фантозавъра“ (Scooby-Doo! Legend of the Phantosaur)
- 2011 – „Алвин и катеричоците 3: Чипокрушение“ (Alvin and the Chipmunks: Chipwrecked)
- 2015 – „Алвин и Чипоносковците: Голямото чипоключение“ (Alvin and the Chipmunks: The Road Chip)
- 2018 – „Зоуи“ (Zoe)